# 1994-es Tour de Hongrie
Az 1994-es Tour de Hongrie a sorozat történetének 23. versenye volt, melyet július 25. és július 31. között bonyolítottak le. A versenyt –amin 110 kerékpáros indult- egyéni és csapat teljesítmény valamint sprint és hegyi részhajrák alapján értékelték. 
A versenyt már 1993-ban elkezdték szervezni, így a nemzetközi versenynaptárba is felkerült. A versenyen elindult Guido Fulst olimpiai- és világbajnok és Jens Lehmann olimpiai bajnok. A viadalt egy hét alatt, 10 szakaszban rendezték meg. A győzelmet az osztrák Wolfgang Kotzmann szerezte meg, aki az időfutamon szerzett győzelmével és az utolsó szakaszon nyújtott teljesítményével szerezte meg az első helyet.
A versenyt a 100 éves Magyar Kerékpáros Szövetség rendezte, a főszponzor ismét a Coca-Cola volt. Az összdíjazás 500 000 ft volt és minden szakaszgyőztes egy mountain bike-ot kapott.

## Szakaszok
| Szakasz | Végpontok      | Végpontok   | Hossz  |                 | Jelleg            | Időpont               | Szakaszgyőztes    |
| Szakasz | Rajt           | Cél         | Hossz  |                 | Jelleg            | Időpont               | Szakaszgyőztes    |
| ------- | -------------- | ----------- | ------ | --------------- | ----------------- | --------------------- | ----------------- |
| 1.      | Budapest       | Győr        | 117 km | sík szakasz     | sík szakasz       | július 25., hétfő     | Guido Fulst       |
| 2.      | Csorna         | Sopron      | 55 km  | közepes szakasz | sík/hegyi szakasz | július 25., hétfő     | Bogdan Bondarjev  |
| 3.      | Sopron         | Nagykanizsa | 166 km | közepes szakasz | sík/hegyi szakasz | július 26., kedd      | Roland Wafler     |
| 4.      | Nagykanizsa    | Pécs        | 142 km | közepes szakasz | sík/hegyi szakasz | július 27., szerda    | Ralf Koldewitz    |
| 5.      | Paks           | Szolnok     | 156 km | sík szakasz     | sík szakasz       | július 28., csütörtök | Jens Lehmann      |
| 6.      | Szolnok        | Békéscsaba  | 118 km | sík szakasz     | sík szakasz       | július 29., péntek    | Robert Bartko     |
| 7.      | Berettyóújfalu | Nyíregyháza | 89 km  | sík szakasz     | sík szakasz       | július 29., péntek    | Danilo Hondo      |
| 8.      | Nyíregyháza    | Tokaj       | 28 km  | egyéni időfutam | egyéni időfutam   | július 30., szombat   | Wolfgang Kotzmann |
| 9.      | Tokaj          | Eger        | 148 km | közepes szakasz | sík/hegyi szakasz | július 30., szombat   | Bogdan Rauber     |
| 10.     | Eger           | Budapest    | 128 km | sík szakasz     | sík szakasz       | július 31., vasárnap  | Bogdan Bondarjev  |

## Az összetett verseny végeredménye
|    | Versenyző         | Csapat        | Idő         |
| -- | ----------------- | ------------- | ----------- |
| 1. | Wolfgang Kotzmann |               | 26h 42' 33" |
| 2. | Klimenkov         | Miskolci VSC  | + 1' 22"    |
| 3. | Andreas Lauk      | Békéscsaba    | + 1' 57"    |
| 4. | Theuner           |               | + 5' 42"    |
| 5. | Dmitrijevics      | Egyéni induló | + 6' 44"    |
| 6. | Ralf Koldewitz    |               | + 8' 44"    |

## Csapatverseny
|    | Csapat          | Idő         |
| -- | --------------- | ----------- |
| 1. | Krka Novo Mesto | 80h 39' 47" |
| 2. | Miskolci VSC    | + 18' 04"   |
| 3. | Cottbus         | + 26' 07"   |